# Slaget ved Ashdown
Slaget ved Ashdown var en slag, der foregik omkring d. 8. januar 871, hvor vestsakserne slog en dansk vikingehær. Stedet Ashdown kendes ikke, men det kan være Kingstanding Hill i Berkshire. Andre forfattere placerer slaget nær Starveall, et kort stykke nord for landsbyen Aldworth og syd forøst for Lowbury Hill.
Vestsakserne blev ledet af kong Æthelred og hans yngre bror, den fremtidige kong Alfred den Store, mens vikingerne blev ledet af Bagsecg og Halfdan. Slaget bliver beskrevet i den Angelsaksiske Krønike og biskop Assers Life of King Alfred.